# Earl Dreeshen
Earl Dreeshen, né le 9 juillet 1953 à Red Deer, Alberta, est un homme politique canadien. Il a été élu à la Chambre des communes sous la bannière conservatrice lors des élections de mai 2011 dans le comté de Red Deer (circonscription fédérale).